# Campionati europei di ciclismo su pista 2020 - Americana femminile
L'americana femminile ai Campionati europei di ciclismo su pista 2020 si è svolta il 15 novembre 2020 presso il velodromo Kolodruma di Plovdiv, in Bulgaria.

## Podio
| Pos.    | Atleta                            | Nazionalità   |
| ------- | --------------------------------- | ------------- |
| Oro     | Elisa Balsamo Vittoria Guazzini   | Italia        |
| Argento | Diana Klimova Marija Novolodskaja | Russia        |
| Bronzo  | Laura Kenny Elinor Barker         | Gran Bretagna |

## Risultati
120 giri (30 km) con sprint intermedi a punti ogni 10 giri
| Posizione | Atleti                            | Nazione       | Punti giri | Punti sprint | Totale |
| --------- | --------------------------------- | ------------- | ---------- | ------------ | ------ |
| 1         | Elisa Balsamo Vittoria Guazzini   | Italia        |            | 52           | 52     |
| 2         | Diana Klimova Marija Novolodskaja | Russia        | 20         | 31           | 51     |
| 3         | Laura Kenny Elinor Barker         | Gran Bretagna |            | 38           | 38     |
| 4         | Nikol Plosaj Patrycja Lorkowska   | Polonia       |            | 13           | 13     |
| 5         | Anna Nahirna Viktoriya Bondar     | Ucraina       |            | 5            | 5      |
| 6         | Aline Seitz Michelle Andres       | Svizzera      |            | 4            | 4      |
| 7         | Tania Calvo Eukene Larrarte       | Spagna        |            | 0            | 0      |
| 8         | Jarmila Machacova Petra Ševčiková | Rep. Ceca     |            | 0            | 0      |